# Puerto Francisco de Orellana
Puerto Francisco de Orellana (ook bekend als El Coca) is een stad en een parochie (parroquia) in Ecuador in het kanton Orellana, en is de hoofdplaats van de provincie Orellana. Puerto Francisco de Orellana telt 45.000 inwoners. De stad ligt aan het punt waar de rivieren Coca en Napo samenvloeien. De stad is uitvalsbasis voor toeristische excursies naar het Amazonewoud.